# Max Maurey
Pour les articles homonymes, voir Maurey.
Max Maurey, né Marx Rapoport, né le 9 août 1866 à Paris (Seine) et mort le 26 février 1947 à Neuilly-sur-Seine (Seine), est un auteur dramatique français, directeur du théâtre des Variétés de 1914 à 1940 et de 1944 à 1947, également directeur du théâtre du Grand-Guignol.

## Éléments biographiques
Marx Rapoport naît à Paris, au no 38-bis de la rue Vivienne, en 1866.
Il est ingénieur de formation, diplômé de l'École des mines et de l'École centrale des arts et manufactures.
En 1897, il devient directeur du théâtre du Grand-Guignol (il écrit notamment pour ce théâtre L'Atroce Volupté, en collaboration avec Georges Neveux).
Par un décret présidentiel en date du 1er décembre 1901, Marx Rapoport devient officiellement Max Maurey, nom sous lequel il était depuis longtemps connu.
En 1914, il devient directeur du Théâtre des Variétés et le restera jusqu'à sa mort.
Le 9 octobre 1928, Topaze de Marcel Pagnol est créée au théâtre des Variétés (avec dans les rôles principaux, André Lefaur, Pauley, Pierre Larquey et Marcel Vallée) et remporte un grand succès. 
En 1935, il est témoin lors du mariage de Sacha Guitry et Jacqueline Delubac.

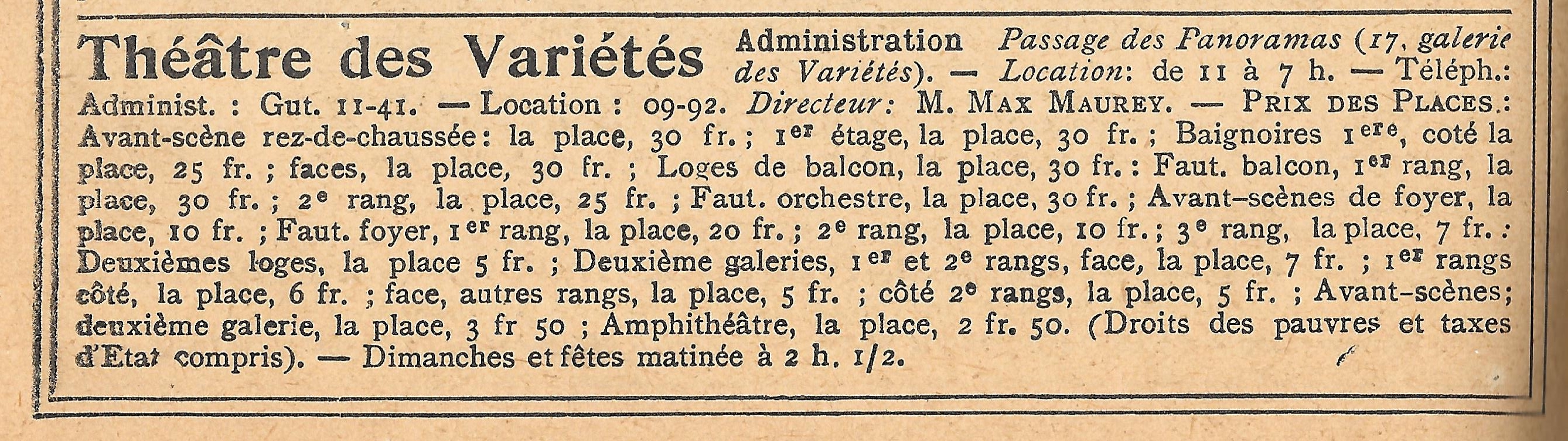
Prix des places et administration du théâtre des Variétés en 1925 : directeur M. Max Maurey.

Maurey ayant été déchu de sa nationalité française par le maréchal Pétain le 16 juin 1941, ses biens à Paris et à Grasse sont mis sous séquestre en août suivant. Après avoir déposé un recours contre ces mesures, il obtient leur rapport (leur retrait) au début de l'année 1942,.
Il meurt à Neuilly-sur-Seine en 1947.

## Famille
Marx Maurey est le fils de Georges Rapoport (né en 1833), courtier en diamants originaire de Pologne, et de Laure Davids (1843-1920). En 1882, Georges se suicide après le décès de sa fille Adèle, âgée de 18 ans, qu'il aurait assassinée. Laure Davids se remarie ensuite avec le patron de presse Eugène Mayer, avec lequel elle avait eu un fils naturel, Laurent-Eugène Mayer, dit Marcel Laurent (1879-1928).
Marx Maurey est l'époux d'Yvonne Nadault de Buffon, fille d'Henri Nadault de Buffon, arrière-petit-neveu du grand naturaliste.
De cette union sont nés trois enfants :
- Monique Maurey (1907-1998), qui épousa Max Hymans,
- Denis Maurey (1910-1984),
- Marcel Maurey (1914-2003).

## Distinctions
- Commandeur de la Légion d'honneur (30 novembre 1926)
- Président d'honneur du syndicat des directeurs de théâtres de Paris.
- Une avenue d'Antibes, située à l'entrée du Cap porte son nom, pas très loin de l'avenue Henri Duvernois, qui fut un ami très proche.